# Alvorada
För andra betydelser, se Alvorada (olika betydelser).
Alvorada är en stad och kommun i Brasilien och ligger i delstaten Rio Grande do Sul. Kommunen ingår i Porto Alegres storstadsområde och hade år 2014 cirka 206 000 invånare.

## Administrativ indelning
Kommunen var 2010 indelad i två distrikt:
- Alvorada
- Estância Grande